# 讓·卡羅盧斯
讓·卡羅盧斯（法語：Jean Carolus；1814年—1897年）是比利時藝術家、風俗畫家，以形象描繪室內場景中的人物而著稱於世，因其作品的高光潔度和寶石般的品質而備受推崇。

## 生平
卡羅盧斯於1814年在比利時出生，並在布魯塞爾度過了他的童年。卡羅盧斯是布魯塞爾皇家藝術學院院長弗朗索瓦-約瑟夫·納維茲的門生。然而，他的大半生都在法國度過。1855年至1880年間，他在法國大量繪畫，描繪衣著雅緻的貴族追求悠閒的原始生活。卡羅盧斯非常謹慎地選擇他的繪畫主題，主要集中在18世紀的生活、法國的室內場景和花園場景。他的繪畫風格將鮮明的色調與他精心渲染的人物的優雅動作結合在一起。

## 繪畫作品

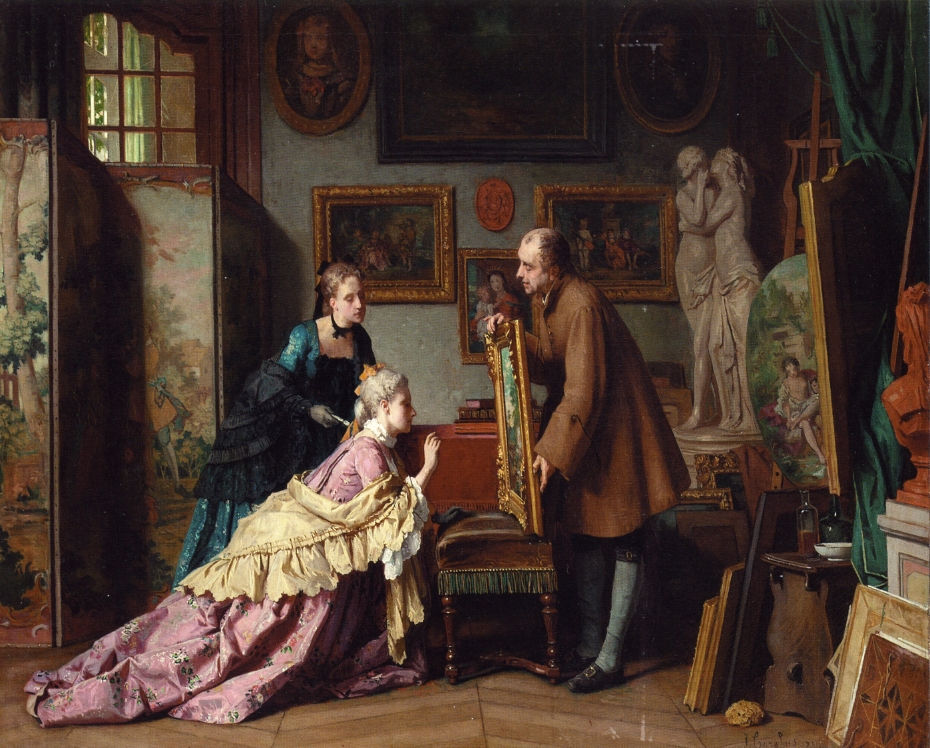
1889年作，A Visit to the Studio，油畫，78乘95（31乘37英寸）
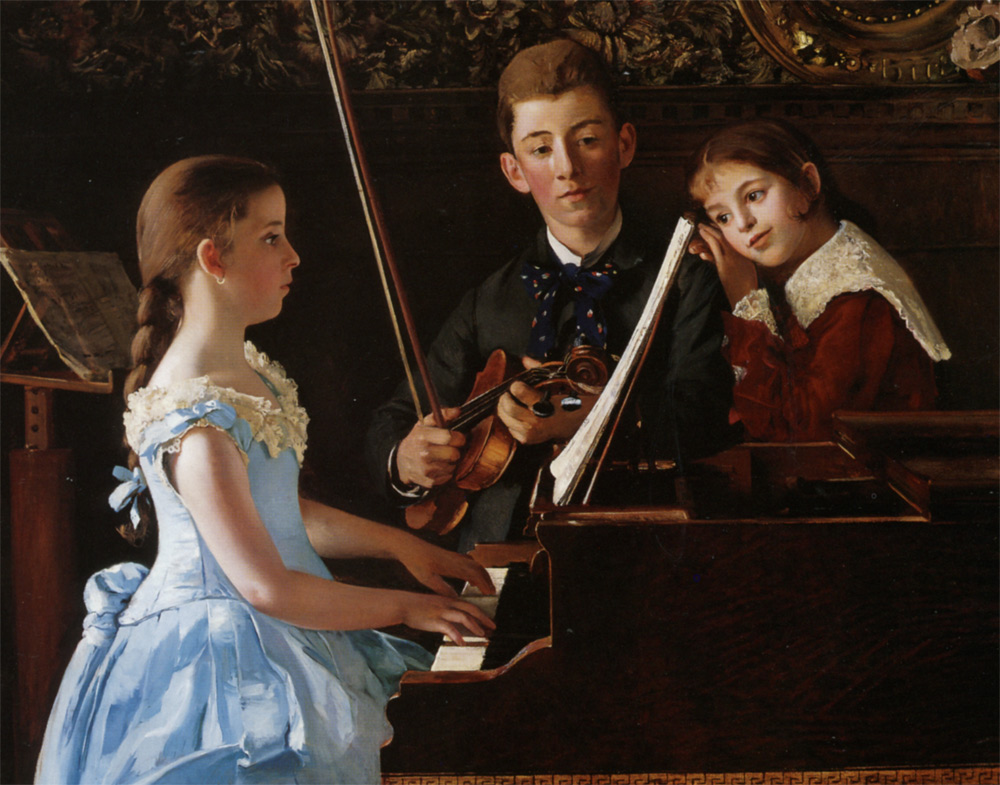
The Recital，油畫，82乘105.4（32.3乘41.5英寸）
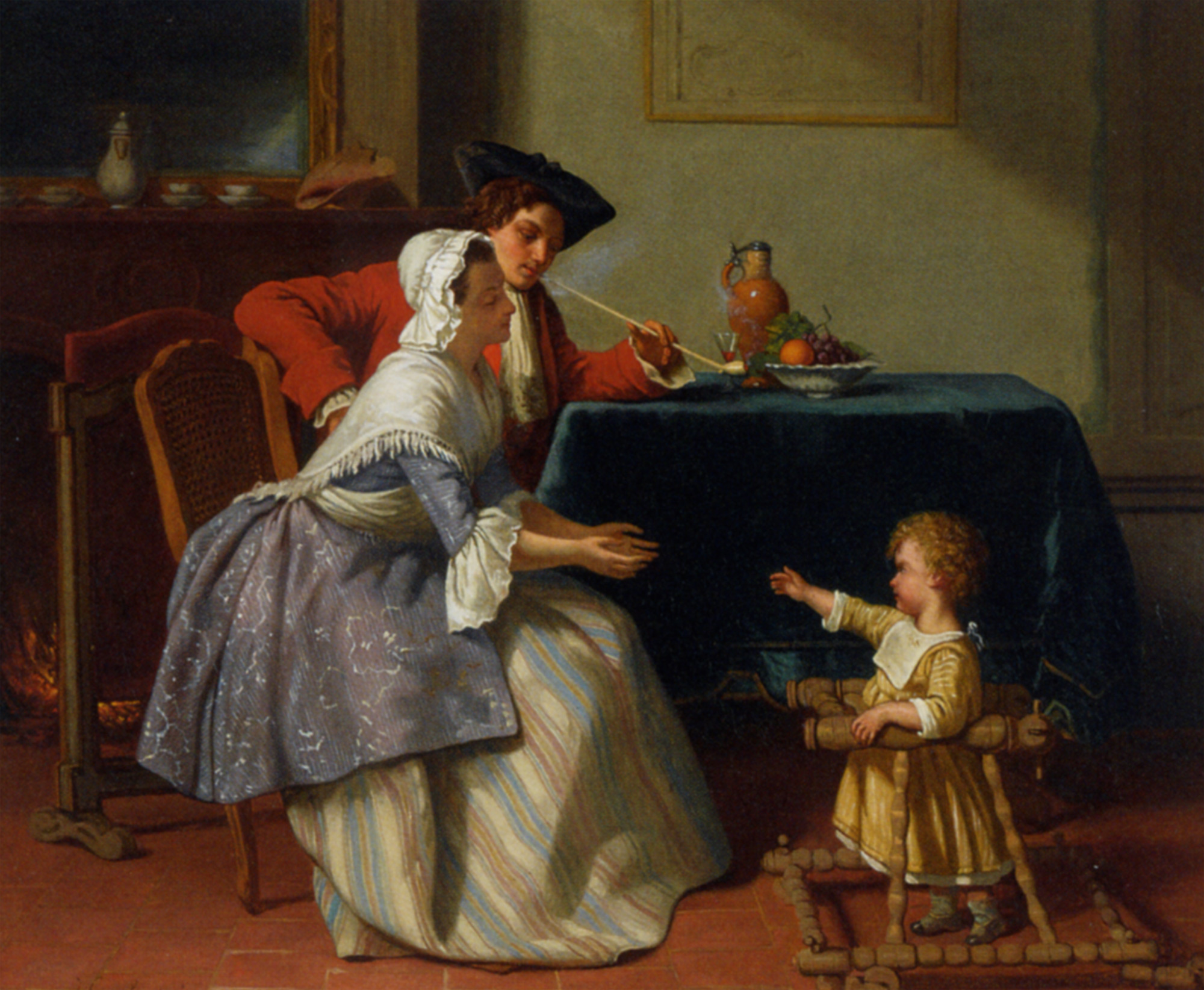
1855年作，Baby's First Steps，版畫，41乘48.5（16.1乘19.1英寸）
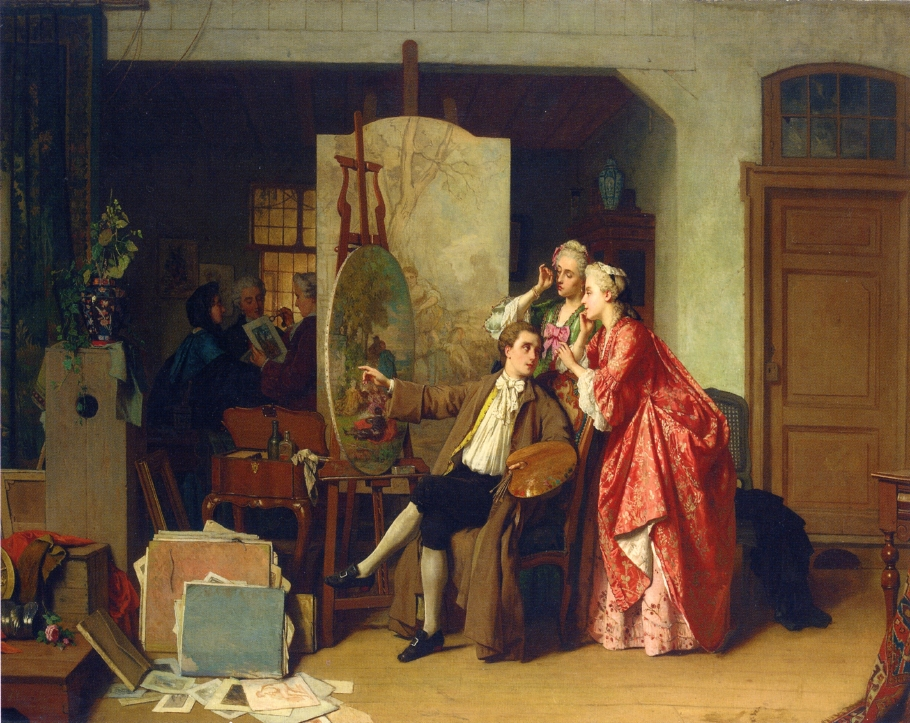
1866年作，A Visit to Watteau's Studio，油畫，82.8乘106（32.6乘41.7英寸）
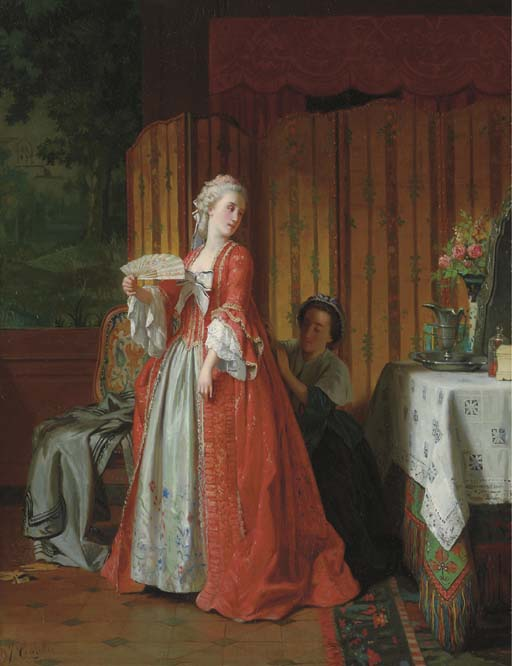
The Finishing Touches，油畫，66乘54（26乘21英寸）
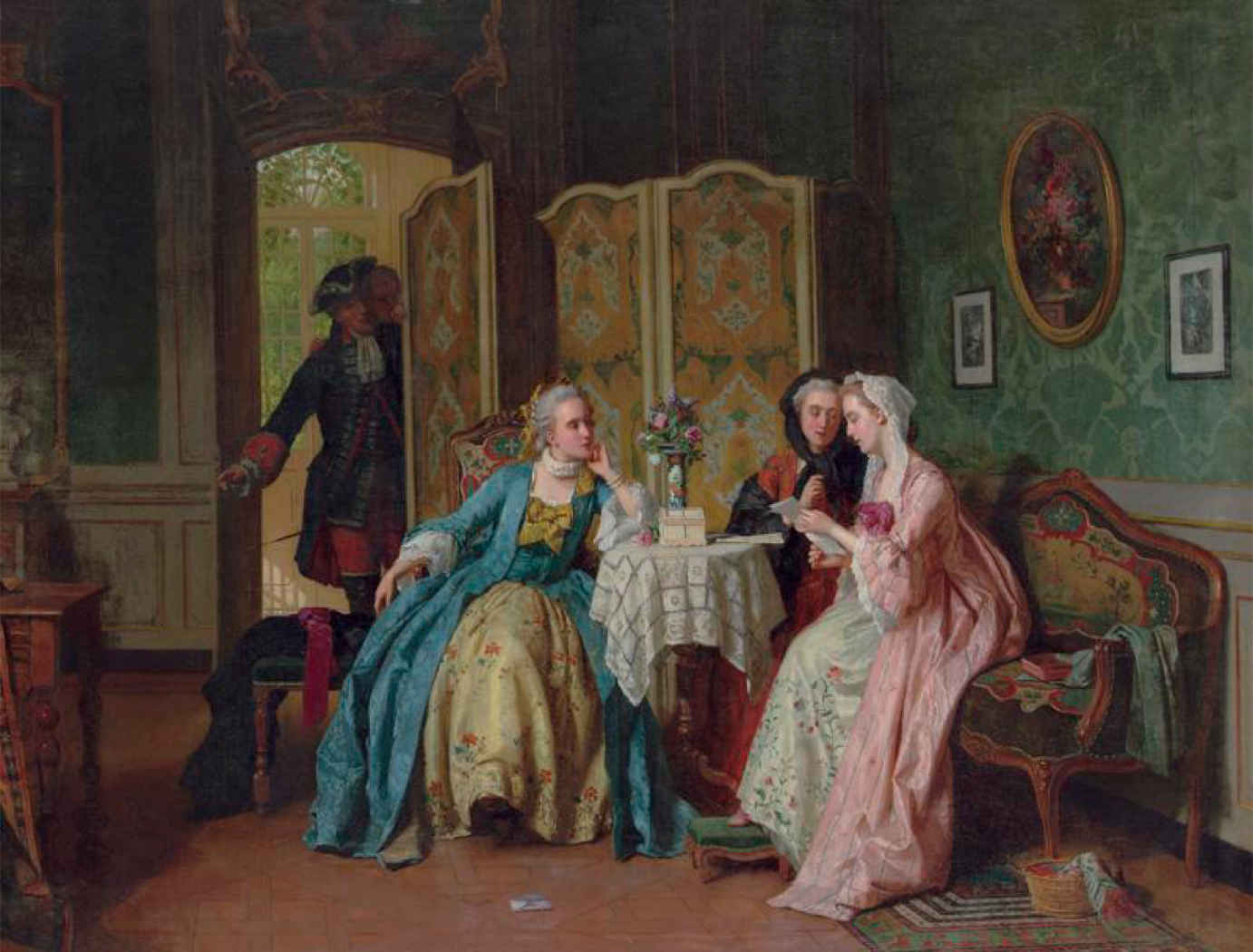
1866年作，The Letter，油畫，81.2乘105.4（32.0乘41.5英寸）
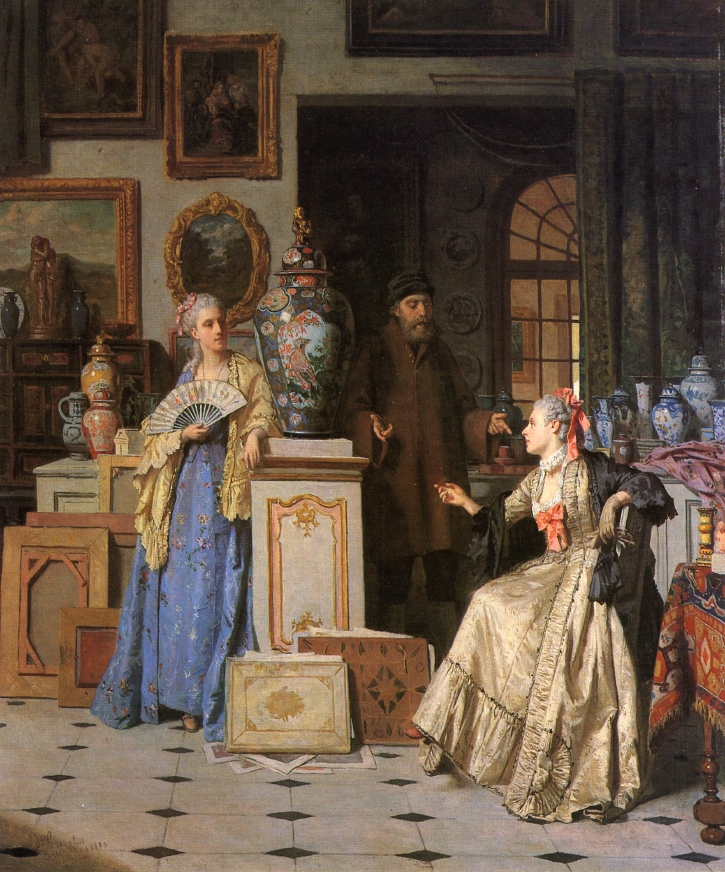
1880年作，At the Antiquarian's，油畫，96乘78（38乘31英寸）
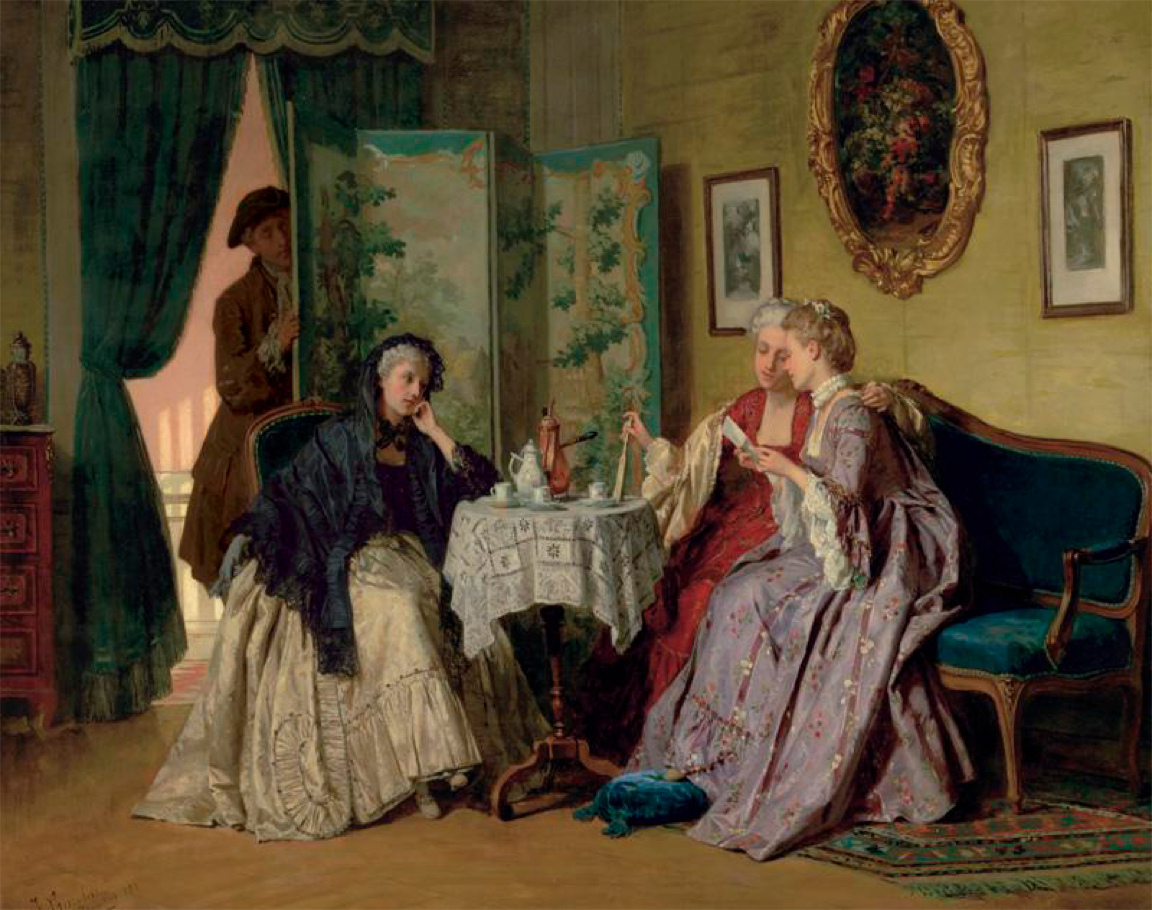
1880年作，The Eavesdropper，油畫，77.5乘95.8（30.5乘37.7英寸）
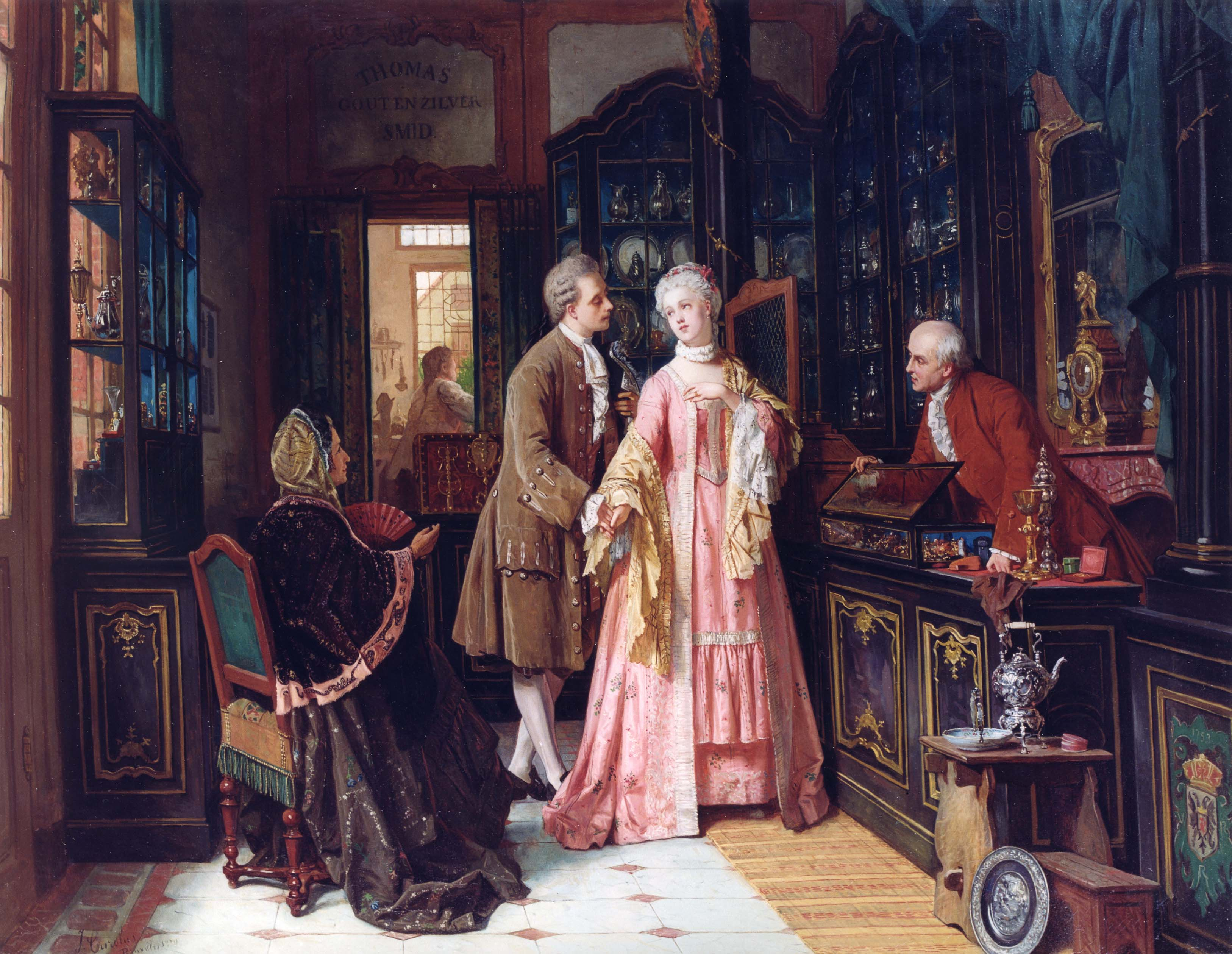
Choosing the Ring，油畫，83乘106.5（32.7乘41.9英寸）
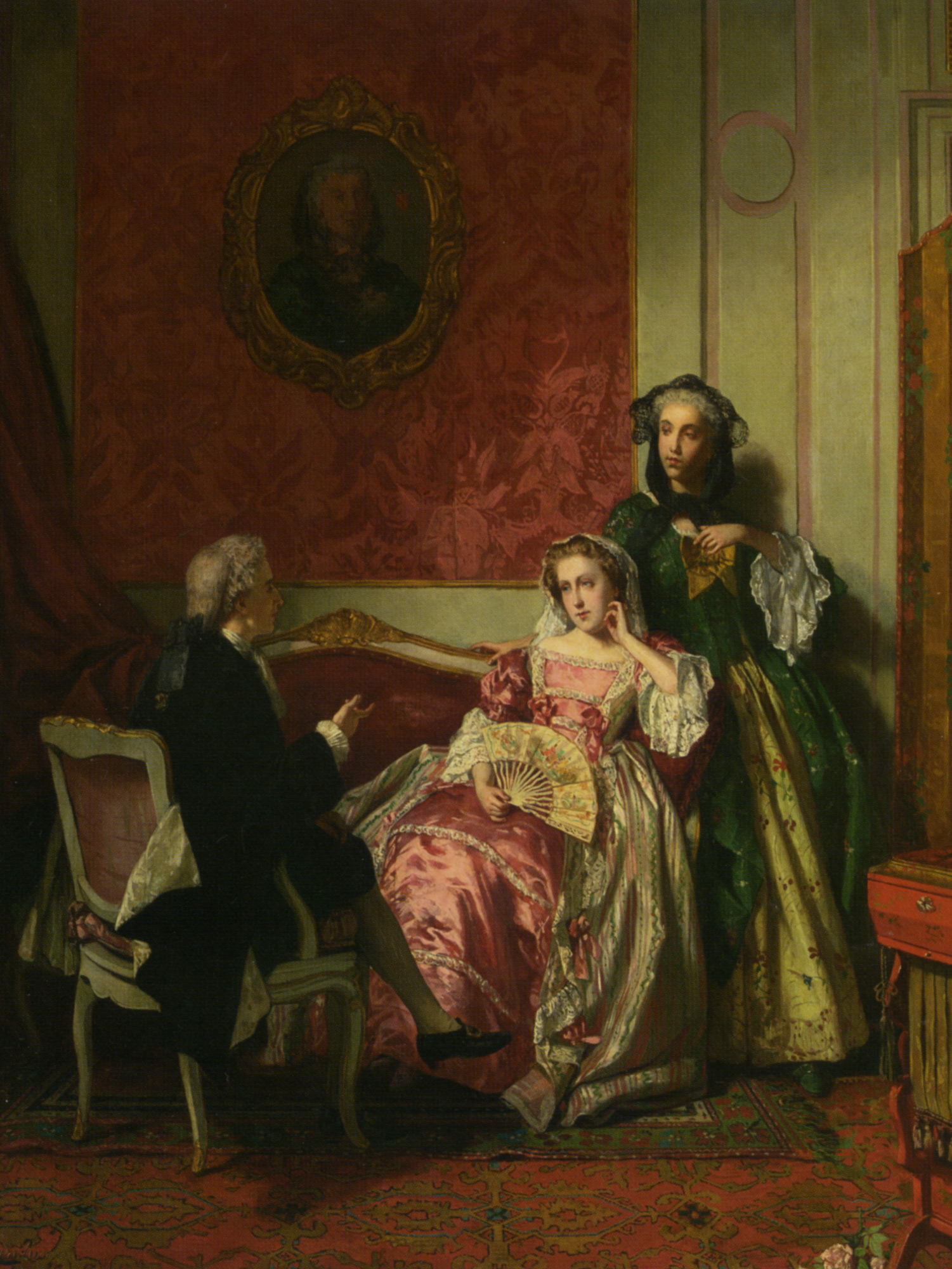
The Explanation，版畫，73乘55.9（28.7乘22.0英寸）
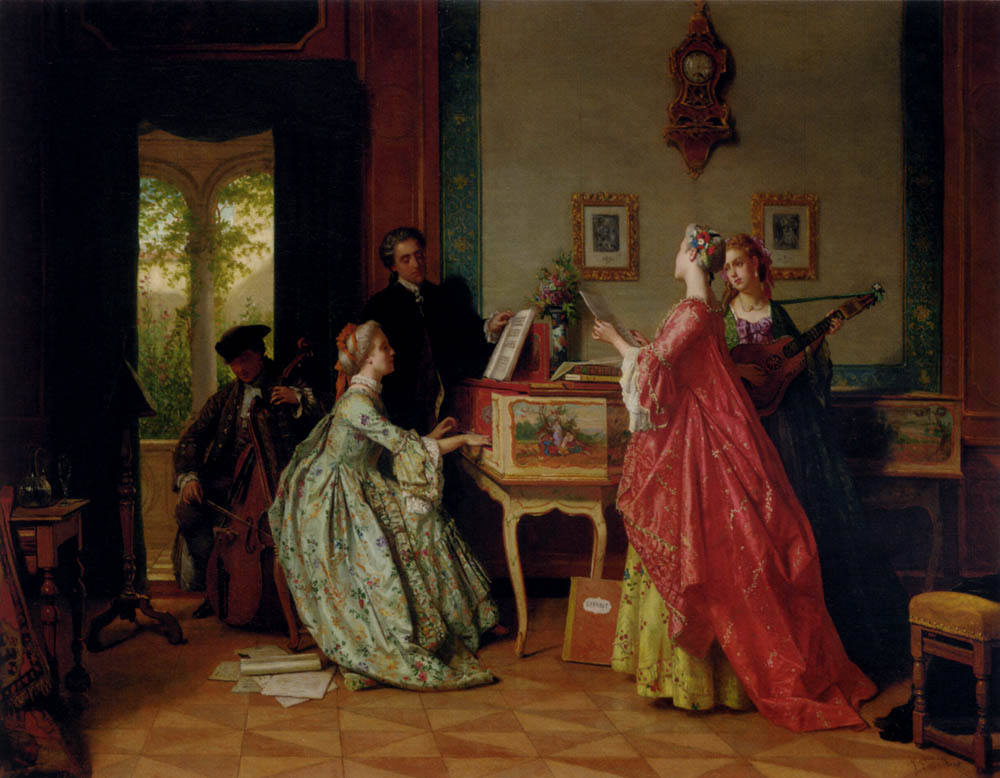
The Recital，油畫，82乘105.4（32.3乘41.5英寸）
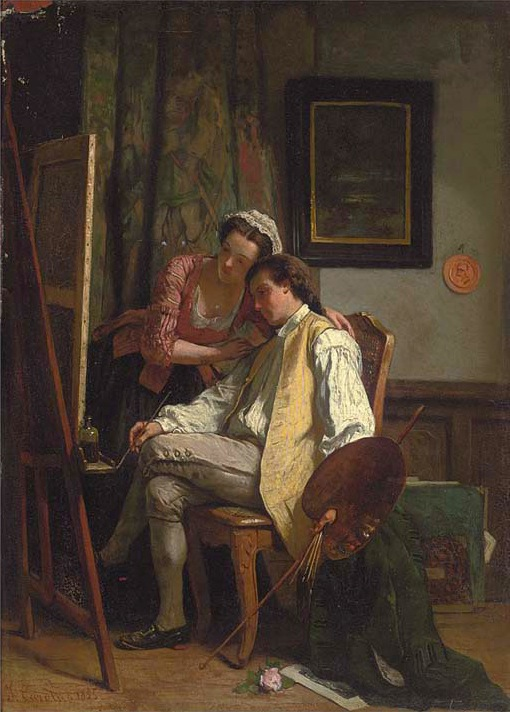
1855年作，The Finishing Touches，版畫，42.5乘30.5（16.7乘12.0英寸）
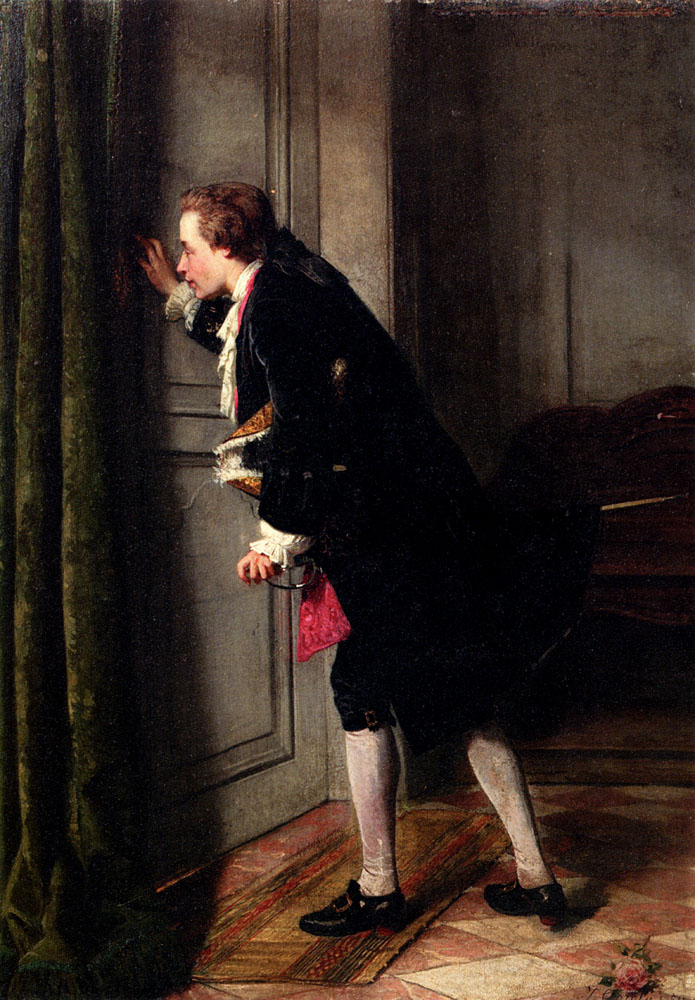
Peeping Tom，版畫，46.5乘32.5（18.3乘12.8英寸）
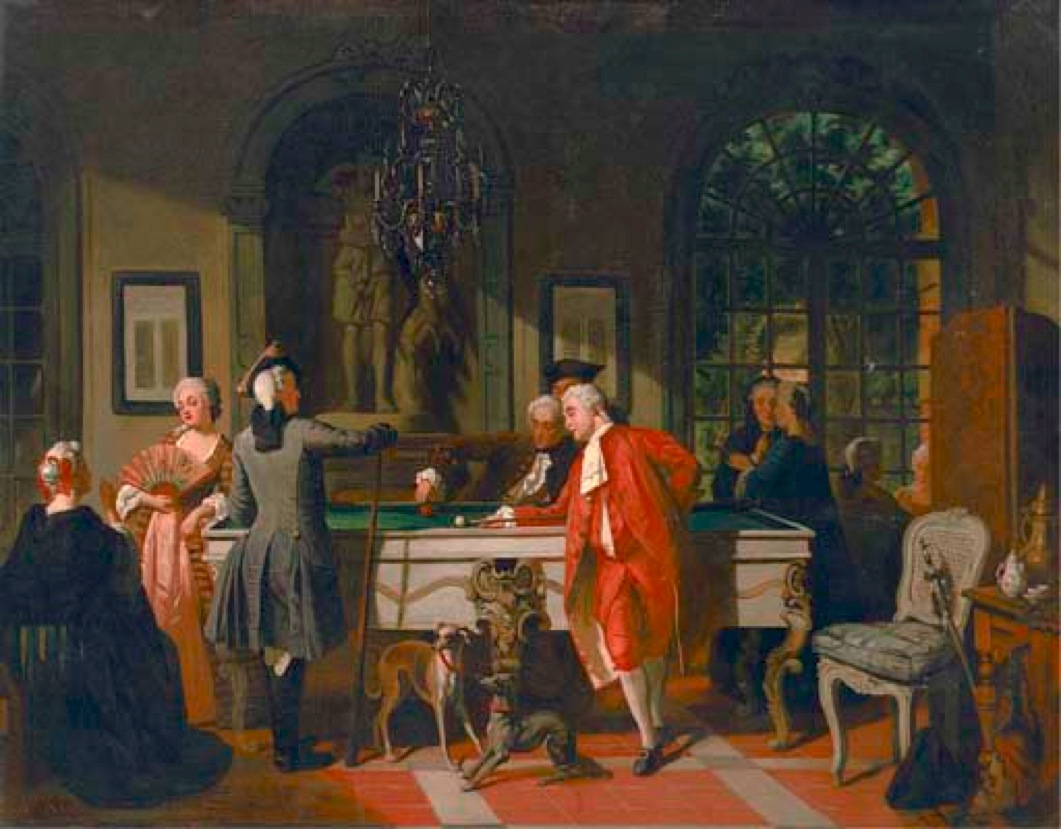
1855年作，La partie de billard sous Louis XV，油畫，74.3乘96（29.3乘37.8英寸）